# 墨西哥突吻鱈
墨西哥突吻鱈，為輻鰭魚綱鱈形目鼠尾鱈科的其中一種，分布於中西大西洋墨西哥灣海域，體長可達40公分，屬深海底棲性魚類，深度110-1600公尺，棲息在底層水域，生活習性不明。

## 扩展阅读
維基物種上的相關：墨西哥突吻鱈